# Psychotria longipedicellata
Psychotria longipedicellata là một loài thực vật có hoa trong họ Thiến thảo. Loài này được Elmer miêu tả khoa học đầu tiên năm 1906.